# Flavia Atencio
Flavia Atencio es una actriz, productora de cine y guionista argentina, reconocida por su trabajo en el largometraje La lengua del sol y por haber escrito episodios de series como Luis Miguel: la serie, Viaje al centro de la tierra y Madre solo hay dos.

## Biografía
Nacida en Mendoza, Atencio inició su carrera como actriz a comienzos de la década de 2000, participando en producciones como la película Suertuda gloria. Tras otras apariciones menores en cine y televisión, en 2010 interpretó el papel de Serena en el seriado Vidas robadas, y en la misma década figuró en producciones para cine como Lo que nunca nos dijimos y De las muertas.
Tuvo una de sus primeras experiencias como guionista en la película Contratiempo (2011), protagonizada por Michel Brown, Laisha Wilkins y Jorge Luis Moreno. En 2017 escribió, produjo y protagonizó el filme dramático La lengua del sol, y un año después escribió algunos episodios de Luis Miguel: la serie, producción para televisión inspirada en la vida del artista Luis Miguel.
Con el productor José Luis Gutiérrez, en 2020 creó la plataforma Sharing my Dream para ayudar con el lanzamiento de filmes mexicanos que no pudieron estrenarse debido a la pandemia del COVID-19. Ese mismo año escribió el episodio piloto de la serie La Leona, protagonizada por Laura Palma. En 2022 escribió diez episodios del seriado Madre solo hay dos, y un año después se desempeñó como guionista en la serie Viaje al centro de la tierra.

## Filmografía

### Como actriz
- 2018 - De las muertas
- 2017 - La lengua del sol
- 2016 - De las muertas
- 2015 - Lo que nunca nos dijimos
- 2010 - Vidas robadas
- 2003 - Suertuda gloria

### Como guionista
- 2023 - Viaje al centro de la tierra
- 2022 - Madre solo hay dos
- 2020 - La Leona
- 2018 - Loca por el trabajo
- 2018 - Luis Miguel: La Serie
- 2017 - La lengua del sol
- 2015 - Lo que nunca nos dijimos
- 2011 - Contratiempo